# Akzelerationismus
Akzelerationismus (über englisch acceleration „Beschleunigung“ von lateinisch accelerare „beschleunigen, beeilen, herbeieilen, fördern, befördern“) bezeichnet eine philosophische Denkschule, die von dem Philosophen Nick Land und der Cybernetic Culture Research Unit (CCRU) in den 1990ern an der Universität Warwick begründet wurde und sich mittlerweile in mehrere linke und rechte Strömungen ausdifferenziert hat. Zentral ist die Betrachtung des Kapitalismus als einen sich beschleunigenden Prozess der Deterritorialisierung, der nicht überwunden werden kann und sich auf eine posthumanistische Welt zubewegt. Allerdings sind sich die einzelnen Strömungen des Akzelerationismus darin uneinig, welche Konsequenzen dies für die Menschheit haben wird, ob sie aussterben oder überleben wird.
Seit einigen Jahren wird der Begriff Akzelerationismus auch benutzt, um Strategien von politischen Extremisten zu bezeichnen, die durch Terror einen Kollaps der Gesellschaft herbeiführen wollen, allerdings haben solche taktischen Akzelerationismen nichts mit dem eigentlichen Akzelerationismus zu tun.

## Grundlagen
Nick Land theoretisiert aufbauend auf Karl Marx und den Theorien von Deleuze und Guattari in seinen Texten, dass Karl Marx zwar weitestgehend mit seiner Analyse des Kapitalismus Recht hatte, er allerdings die Fähigkeit des Kapitalismus zur ständigen Anpassung und Beschleunigung unterschätzt habe. Nick Land prophezeit, dass am Ende des Kapitalismus nicht die Selbstzerstörung des Kapitalismus und die Befreiung des Menschen aus diesem stehe, wie Karl Marx vorhergesagt hatte, sondern die Befreiung des Kapitals vom Menschen. Der Kapitalismus ist laut Nick Land nicht irrational, er habe keine wirklichen dialektischen Widersprüche in sich selbst – sondern die Widersprüche entstünden durch die menschliche Komponente im System. Weil der Kapitalismus all das desintegriere und zerstöre, was nicht in seine sich konstant rationalisierenden Prozesse passt, werde er an seinem Ende die durch den Menschen erzeugten Widersprüche durch die Desintegration des Menschen auflösen. Der Kapitalismus werde daher nicht sich selbst, sondern den Menschen zerstören. Entweder durch eine transhumanistische Umgestaltung des Menschen oder durch dessen Extinktion, die den Weg ebne in eine neue Zivilisation aus Maschinen und Künstlichen Intelligenzen, die zusammen eine Singularität bildeten.
Linke Strömungen des Akzelerationismus weichen von Nick Lands Prognose ab und erhoffen sich die Schaffung einer postkapitalistischen Gesellschaft durch die Verwendung der technologischen Innovationen, die der sich Richtung Singularität beschleunigende Kapitalismus hervorbringt.

## Akzelerationistisches Manifest
In „Postcapitalism and a World without Work“ begründen die Autoren des „akzelerationistischen Manifests“ Nick Srnicek und Alex Williams ein linkes Konzept des Akzelerationismus in erster Linie mit einem politischen Mangel. Ihrer Ansicht nach habe sich die Linke auf lokale und horizontale Politikformen (sogenannte „folk politics“) zurückgezogen und dem Neoliberalismus damit das Feld überlassen. Dadurch erscheine jede Veränderung heute unmöglich. Eine politische Gegenbewegung bedürfe nicht nur einer groß angelegten Strategie zur Erlangung von Hegemonie, sondern auch einer utopischen Gegenerzählung. Der technische Fortschritt, der heute schon ein Leben mit drastisch verringerter Arbeitszeit möglich macht, zeige eine solche utopische Gegenperspektive in einer Welt ohne Arbeit auf.

## Quelle
- Jan Drees im Gespräch: Philosophie: Das akzelerationistische Manifest. In: Deutschlandfunk. 26. April 2015, abgerufen am 22. November 2020.